# Боднарчук, Олег Владимирович
Оле́г Влади́мирович Боднарчу́к (укр. Оле́г Володи́мирович Боднарчу́к; род. 25 мая 1980, Городок, Хмельницкая область, Украинская ССР, СССР) — украинский режиссёр и продюсер, известный по работе с Филиппом Киркоровым, Аллой Пугачёвой, ALEKSEEV, LOBODA, Ани Лорак и другими.

## Биография
Олег Боднарчук родился 25 мая 1980 года в Городке Хмельницкой области в семье рабочих. Учился в Городокской общеобразовательной школе № 2. Был капитаном школьной команды КВН. Также возглавлял ученический комитет школы.
В 2002 году окончил Киевский национальный университет культуры и искусств по специальности «Режиссёр эстрады и массовых праздников», преподаватель, окончил аспирантуру. В 2002—2004 годах работал в детской школе искусств, где стал заведующим отделением эстрадного искусства.
Позже работал преподавателем Киевского университета культуры и искусств, выпустил курс «Режиссёров эстрады и массовых праздников» и параллельно работал на украинском ТВ-шоу «Фабрика звезд-3».�
В марте 2019 года открыл школу режиссёров-постановщиков в Киеве.
Женат, жена Светлана Боднарчук, отец троих сыновей (Захар, Егор, Орест).
В апреле 2022 года попал в чёрный список России, артистов, которым запрещён въезд на ближайшие 50 лет.

## Творчество

### Телешоу
- В 2009 году (осень) работал на «Фабрика звезд-3» (Новый канал)
- Весной 2010 года режиссёр-постановщик «Фабрика. Суперфинал» (Новый канал)
- Осень 2010 года режиссёр-постановщик «Украина слезам не верит» (Новый канал)
- В 2011 году работал режиссёром-постановщиком на российских телепроектах «Фактор А» и «Танцы со звездами»[5].
- Осень 2011 год режиссёр-постановщик «Стиляги-шоу» (канал Россия)
- Весна 2012 года режиссёр-постановщик «Фактор А» (канал Россия)
- Лето 2012 год «Вечерний Киев», рубрика «Розыгрыш», режиссёр (канал 1+1)
- Осень 2012 года режиссёр-постановщик «Шоумастгоуон» (Новый канал)
- Весна 2013 года режиссёр-постановщик «Фактор А» (канал Россия)
- Весна 2013 года режиссёр-постановщик «Один в один» (Первый канал)
- Весной 2014 года стал креативным продюсером и постановщиком четвёртого сезона телепроекта «Голос страны» на украинском телевидении. Осенью того же года спродюсировал и поставил второй сезон украинского телешоу «Голос. Дети».
- Осень 2014 года режиссёр-постановщик «Як дві краплі» (канал Украина)
- В 2015 году поставил номер для американского шоу America's Got Talent[6].
- Весна 2015 года «Голос країни-5» (канал 1+1)
- Осень 2015 года режиссёр-постановщик «Маленькі гіганти» (канал 1+1)
- В 2016/2017 году был постановщиком первого и второго сезона Варьяты-шоу[7][8] (Новый канал)
- 2018 год режиссёр-постановщик «ШОУ ОЛЯ» (Новый канал)

### Концертные шоу
- 2011 — шоу «ДруGOY» Филиппа Киркорова[5] (Кремлёвский дворец)
- 2011 — концерт Максима Галкина (Юрмала)
- 2012 — «Рождественские встречи» Аллы Пугачёвой[9] (Олимпийский)
- 2012 — постановщик юбилейного концерта группы «А-Студио»[10] (Кремлёвский дворец)
- 2013 — режиссёр-постановщик премии «Муз-ТВ»[11] (Олимпийский)
- 2013 — режиссёр-постановщик концертного шоу Ани Лорак «Каролина»[12] (Дворец Спорта)
- 2014 — режиссёр-постановщик премии «Муз-ТВ»[13] (Олимпийский)
- 2015 — режиссёр-постановщик премии M1 Music Awards[14]
- 2017 — режиссёр-постановщик сольного концерта Alekseev[15] (МЦКИ)
- 2017 — режиссёр-постановщик «Бенефис Руслана Квинты» (Дворец спорта)
- 2018 — режиссёр-постановщик шоу Ани Лорак DIVA[16] (Олимпийский)
- 2018 — продюсер концерта «FREEDOM BALLET» (Дворец «Украина»)
- 2019 — режиссёр-постановщик шоу Светланы Лободы Superstar[17] (Крокус Сити Холл)
- 2019 — режиссёр-постановщик премии «Муз-ТВ»[13] (Мегаспорт)
- 2021 — режиссёр-постановщик премии «Муз-ТВ»[13] (Мегаспорт)

Фестивали
- 2010 — режиссёр-постановщик на фестивале «Песни моря» (Новый канала)
- 2011 — режиссёр-постановщик на фестивале «Golden Talant» (Грузия)
- 2012 — режиссёр-постановщик «Крымфест 2012»

### Музыкальное продюсирование
- С 2015 года продюсирует певца Alekseev.

### Конкурсы красоты
- Режиссёр-постановщик финалов «Мисс Украина» в 2015[18] и 2016[19] годах.

### Кино
- Креативный продюсер фильма «Сила любви и голоса» о певице Тине Кароль[20].

### Клипы
В качестве режиссёра Боднарчук снял следующие музыкальные клипы:
- Ани Лорак — «Мальви»[21]
- Alekseev — «Сберегу»
- Alekseev — «Как ты там?»

## Награды и премии
- 2012 — Премия «Муз-ТВ» в номинации «Лучшее концертное шоу» («ДруGOY» Филиппа Киркорова)
- 2014 — Премия «RU.TV» в номинации «Лучшее концертное шоу» («Каролина» Ани Лорак)
- 2014 — Премия «МУЗ-ТВ 2014.Эволюция» в номинации «Лучшее концертное шоу» («Каролина» Ани Лорак)
- 2018 — Премия «ЖАРА Music Awards» в номинации «Лучшее шоу» («DIVA», Ани Лорак)
- 2018 — Премия «Bravo» в номинации «Лучшее концертное шоу» («DIVA», Ани Лорак)
- 2018 — Премия «RU.TV» в номинации «Лучшее концертное шоу» («DIVA», Ани Лорак)
- 2018 — Премия Fashion People Awards в номинации «Лучшее концертное шоу» («DIVA», Ани Лорак)
- 2018 — Премия «МУЗ-ТВ» в номинации «Лучшее концертное шоу» («DIVA», Ани Лорак)